# Scott Pelley
Scott Cameron Pelley (San Antonio, 28 de julho de 1957) é um jornalista e escritor estadunidense. Ele foi ex-âncora do telejornal CBS Evening News. Atualmente ele é correspondente do programa 60 Minutes. Pelley ganhou 38 prêmios Emmys ao longo de sua carreira.